# KPN-Sendeturm Waalhaven
Der KPN-Zendmast Waalhaven ist ein 199 Meter hoher für die Öffentlichkeit nicht zugänglicher Fernmeldeturm in Stahlbetonbauweise in Rotterdam, Niederlande.